# District de Katmandou
Le district de Katmandou – en népalais : काठमाण्डौ जिल्ला – est l'un des 75 districts du Népal.

## Géographie

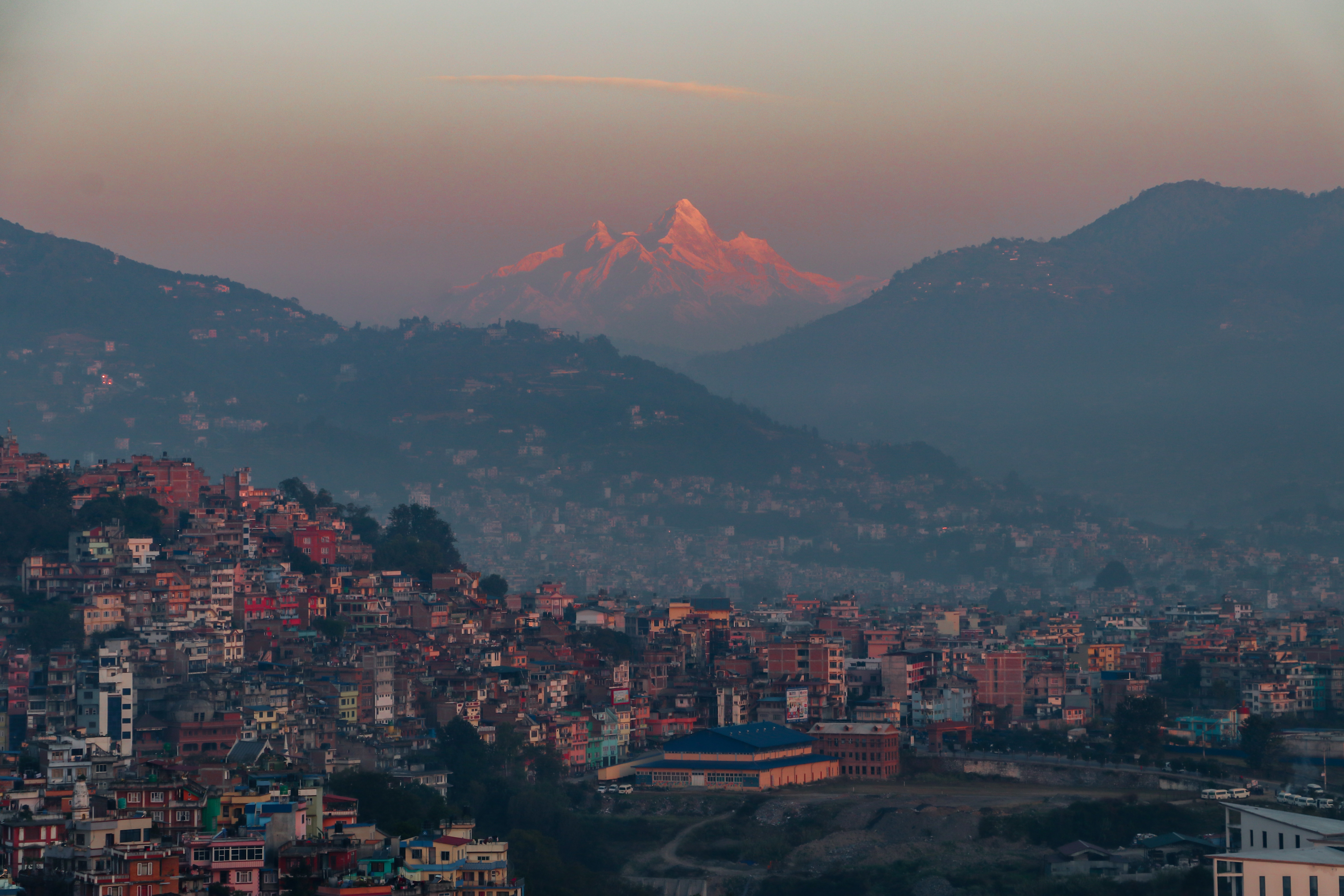
Le district de Katmandou au Soleil levant, avec Katmandou au premier plan, Kirtipur derrière, et quelques montagnes à l'arrière plan, vu depuis le village de Chobhar.

Il est rattaché à la zone de la Bagmati et à la région de développement Centre. La population du district s'élevait à 1 744 240 habitants en 2011.